# سرو پرپر
سرو پَرپَر (نام علمی: Libocedrus plumosa) نام یک گونه از سرده سروهای اشک‌دانه است.